# Мата (Караідельський район)
Мата́ (рос. Мата, башк. Маты) — присілок у складі Караідельського району Башкортостану, Росія. Входить до складу Новобердяської сільської ради.
Населення — 30 осіб (2010; 37 у 2002).
Національний склад:
- башкири — 97 %